# Ашшур-дан III
Ашшурда́н III — царь Ассирии, правивший приблизительно в 773—755 годах до н. э.

## Биография
Ашшур-дан III, сын Адад-нирари III, занял престол после своего брата Салманасара IV.
Царствование Ашшур-дана III было трудным периодом в истории Ассирии. В его правление урартский царь Аргишти I, выполняя свой план охвата владений Ассирии с востока, продолжает совершать походы в Манну и расположенные ещё южнее области. На северо-западе ассирийцы тоже теряют свои владения. Если эпоним 799 года до н. э. Мардук-шем-ани был наместником Амеда, Маллану, Алзи, Сухме и других областей в Верховьях Тигра и Евфрата, то уже эпоним 768 года до н. э. Аплайя был наместником уже только одного Амеда.
«Список эпонимов» дает нам краткое перечисление походов Ашшур-дана III: в 771 году до н. э. — в Гананату, в 770 году до н. э. — против Марада (наверно, в Финикию), в 769 году до н. э. — против страны Иту’а, с которой упорную борьбу вёл ещё его отец Адад-нирари III, в 767 году до н. э. — в Гананату, в 768 году до н. э. — против мидян, 765 году до н. э. — против Хатарики. Однако, за исключением этого, больше об этих походах ничего не известно.
Неспокойно было и в самой Ассирии. В 765 году до н. э. вспыхнула эпидемия чумы. В 763 году до н. э. начался мятеж низов в Ашшуре продолжавшийся два года. В 761 году до н. э. восстала Аррапха. С большим трудом это восстание было подавлено в 760 году до н. э., но в следующем году вспыхнул мятеж в Гузане, и одновременно вновь началась эпидемия, косившая население. И только в 758 году до н. э. подавив мятеж в Гузане, Ашшур-дану III удалось восстановить относительный мир в стране. В 755 году до н. э. Ашшур-дан вновь предпринял поход против Хатарики.
В 9-й год правления Ашшур-дана III в месяце симану наблюдалось солнечное затмение, что по современным вычислениям падает на 15 (по более точным расчётам на 8) июня 763 года до н. э. Эта дата является основанием для ассирийской и урартской хронологии.
Ашшур-дан III правил Ассирией 18 лет. После его смерти власть над царством унаследовал его брат Ашшур-нирари V.